# ماواتورا
ماواتورا (به لاتین: Mawatura) یک منطقهٔ مسکونی در سری‌لانکا است که در استان مرکزی (سری‌لانکا) واقع شده‌است.